# Приз, Владимир Алексеевич
Владимир Алексеевич Приз (укр. Володимир Олексійович Приз, род. 23 августа 1967) — горнорабочий очистного забоя производственного структурного подразделения «Шахтоуправление „Павлоградское“» акционерного общества «ДТЭК Павлоградуголь» (Днепропетровская область). Герой Украины (2013).

## Государственные награды
- Звание Герой Украины с вручением ордена Державы (22 августа 2013 года) — за многолетний самоотверженный шахтёрский труд, достижение выдающихся производственных показателей, высокое профессиональное мастерство[1]
- Орден «За заслуги» III ст. (27 августа 2010 года) — за весомый личный вклад в укрепление энергетического потенциала государства, многолетний самоотверженный шахтёрский труд, высокий профессионализм и по случаю 75-летия стахановского движения и Дня шахтёра[2]
- Знак «Шахтёрская слава» 3-х степеней
- Знак «Шахтёрская доблесть» III ст.